# بيدرو فاريلا
بيدرو فاريلا (بالإسبانية: Pedro Varela) هو سياسي أوروغواني، ولد في 22 فبراير 1837 في الأوروغواي، وتوفي في 1906 في مونتفيدو في الأوروغواي. حزبياً، نشط في حزب كولورادو (الأوروغواي). وقد انتخب رئيس الأوروغواي.